# Euperilampus lepreos
Euperilampus lepreos is een vliesvleugelig insect uit de familie Perilampidae. De wetenschappelijke naam is voor het eerst geldig gepubliceerd in 1846 door Walker.